# Església Grecocatòlica Rutena

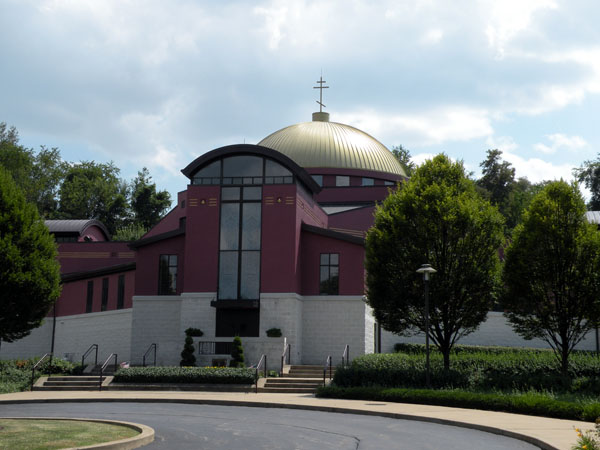
Catedral de L'Església Església Grecocatòlica Rutena Rutena a Munhall, Pennsilvània, Estats Units

L'Església Grecocatòlica Rutena o Església Catòlica Rutena, a Amèrica del Nord coneguda també com a Ruthenian Catholic Church o "Byzantine Catholic Church," fa servir el ritu bizantí i és una de les 23 esglésies catòliques orientals que estan en total comunió amb l'Església Catòlica Romana.
Disposa de 646 congregacions, uns 646.243 membres i uns 568 clergues.
L'Església Església Grecocatòlica Rutena Rutena té dues branques: americana i europea. la branca europea té una eparquia a Ucraïna (l'eparquia de Mukacheve) i una altra a la República Txeca, (l'Exarcat apostòlic de Txèquia).
L'Església Església Grecocatòlica Rutena Rutena està arrelada entre l'ètnia rutena que viu a la Rutènia dels Carpats i al voltant de les Muntanyes dels Carpats on s'ajunten Hongria, Eslovàquia i Ucraïna. A Amèrica està centrada a Pittsburgh.

## Història
L'Església Església Grecocatòlica Rutena Rutena es va desenvolupar entre els rutens com a resultat de l'activitat dels sants Cirili i Metodi al segle ix. Després de la separació de les esglésies cristianes catòlica i ortodoxa el 1054, l'Església Església Grecocatòlica Rutena Rutena va mantenir els seus lligams amb l'Església Ortodoxa.
Després de la invasió magiar del segle x i posteriorment amb la Unió d'Újhorod del 1646, 63 clergues rutens van ser rebuts a l'Església Catòlica i el 1664 a Mukachevo van portar comunitats cristianes rutenes addicionals al catolicisme. Les diòcesis resultants van retenir el ritu bizantí i les tradicions litúrgiques amb un sistema especial d'escollir els seus bisbes.
En els territoris annexats a la Unió Soviètica es va perseguir l'Església Església Grecocatòlica Rutena Rutena. Tanmateix van renéixer els adeptes després del col·lapse de la Unió Soviètica.